# Rolf Hurschmann
Rolf Hurschmann (* 25. Juli 1953 in Köln) ist ein deutscher Klassischer Archäologe.

## Leben
Rolf Hurschmann wurde 1983 an der Universität Hamburg mit einer Arbeit zum Thema Symposienszenen auf unteritalischen Vasen promoviert. Auch danach befasste er sich vorrangig mit der griechischen Vasenmalerei, bearbeitete die unteritalischen Vasen des Winckelmann-Instituts und später als wissenschaftlicher Mitarbeiter des Corpus Vasorum Antiquorum Deutschland (bis 2010) die unteritalischen Vasen der Skulpturensammlung der Staatlichen Kunstsammlungen Dresden. Darüber hinaus verfasste er für den Neuen Pauly viele der Artikel zu diesem Themenkomplex.

## Schriften
- Symposienszenen auf unteritalischen Vasen. Königshausen und Neumann, Würzburg 1985, ISBN 3-88479-117-X.
- Die unteritalischen Vasen des Winckelmann-Instituts der Humboldt-Universität zu Berlin. Arenhövel, Berlin 1996, ISBN 3-922912-34-6 (Winckelmann-Institut der Humboldt-Universität zu Berlin, Band 1)
- Die Pagenstecher-Lekythoi. de Gruyter, Berlin-New York 1997, ISBN 3-11-014861-7 (Jahrbuch des Deutschen Archäologischen Instituts. Ergänzungsheft, Band 29)
- mit Andreas Hoffmann und Kordelia Knoll: Die Lebenden und die Seligen. Unteritalisch-rotfigurige Vasen der Dresdener Skulpturensammlung. von Zabern, Mainz 2003, ISBN 3-8053-3296-3
- Corpus Vasorum Antiquorum Deutschland Band 76. Dresden, Staatliche Kunstsammlungen, Skulpturensammlung. Band 1. C. H. Beck, München 2003, ISBN 3-406-51718-8. Besprechung von Michael Turner in der Bryn Mawr Classical Review